# 小暮夕紀子
小暮 夕紀子（こぐれ ゆきこ、1960年 - ）は、日本の小説家。岡山県生まれ。

## 経歴・人物
岡山大学法文学部卒業。2013年、小田由紀子名義の投稿作「漬物大明神」第13回グリム童話賞大賞を受賞。2018年2月、小暮夕樹子名義の投稿作「暮れる」で第4回林芙美子文学賞大賞（第1席）を受賞。同受賞作を改題した「タイガー理髪店心中」が『小説トリッパー』誌に掲載され本格的に作家デビューした。掲載に際して筆名を現在のものに改めた。

## 作品リスト

### 単行本
- 『タイガー理髪店心中』(朝日新聞出版、2020年1月)[4]
- 『漬物大明神』（ふくろう出版、2020年12月）

### 雑誌掲載作品
小説
- 「タイガー理髪店心中」 - 『小説トリッパー』2018年3月号
- 「人形師」 - 『小説トリッパー』2018年9月号
- 「残暑のゆくえ」 - 『小説トリッパー』2019年9月号
- 「裸婦」 - 『文學界』2020年9月号
- 「ジャコウアゲハ」 - 『小説トリッパー』2020年12月号

エッセイ
- 「K子さんには言えない夏の庭」 - 『文學界』2018年7月号
  - 『ベスト・エッセイ 2019』（日本文藝家協会/編、光村図書出版、2019年7月）に採録された。
- 「たそがれ理髪店」 - 『群像』2018年8月号
- 「長靴と青春の旅立ち」 - 『小説トリッパー』2020年6月号
  - 『ベスト・エッセイ 2021』（日本文藝家協会/編、光村図書出版、2021年8月）に採録された。

### 小田由紀子名義

#### 絵本
- 『蚕のおくりもの』（吉備人出版、1996年11月）画：佐藤定

#### 編纂書
- 『ドテラの中――佐藤 定 個展案内状集 1967〜2016』（ふくろう出版、2018年5月）

#### アンソロジー収録作品
- 「字隠し」 - 『第十二回 岡山県 内田百閒文学賞受賞作品集』（岡山県郷土文化財団 編、作品社、2015年3月）収録
- 「霜降月の庭」 - 『ゆきのまち幻想文学賞小品集 25』（企画集団ぷりずむ、2015年10月）収録